# Syndipnus ungavae
Syndipnus ungavae är en stekelart som beskrevs av Walley 1940. Syndipnus ungavae ingår i släktet Syndipnus och familjen brokparasitsteklar. Inga underarter finns listade i Catalogue of Life.